# Coca-Cola Cherry
Coca-Cola Cherry (на български език – Чери Кока-Кола) е газирана безалкохолна напитка, базирана на напитката Кока-Кола, с вкус на череша, произвеждана и разпространявана от Coca-Cola Company от 1982 година.